# Parafia Świętego Krzyża w Fall River
Parafia Świętego Krzyża w Fall River (ang. Holy Cross Parish) – parafia rzymskokatolicka położona w Fall River w stanie Massachusetts w Stanach Zjednoczonych.
Była jedną z wielu etnicznych, polonijnych parafii rzymskokatolickich w Nowej Anglii z mszą św. w j. polskim dla polskich imigrantów.
Ustanowiona w 1916 roku. Parafia została poświęcona Świętemu Krzyżowi.
W 1997 roku parafię połączono z parafią św. Piotra i Pawła. Nową nazwą jest kościół św. Piotra i Pawła w parafii Świętego Krzyża.